# Batalla de Valencia
El término batalla de Valencia hace referencia al conflicto identitario que enfrentó a la sociedad valenciana durante la Transición española que provocó una fractura política y social en la Comunidad Valenciana que aún perdura.

## Origen del conflicto
Una explicación ha sido que surgió como una reacción contra los postulados de Joan Fuster. Para otros se trató simplemente de un conflicto creado y atizado por los dirigentes locales de la UCD para desalojar del poder en las instituciones valencianas al PSPV-PSOE. Recientemente, algunos autores han postulado que tuvo su origen en la disgregación de la derecha valenciana durante los últimos estadios del franquismo, parte de la cual fue excluida de la plataforma que había de aglutinar a los conservadores locales. Los excluidos fueron aquellos que, viendo el fin del régimen, habían optado por el reformismo para canalizar sus carreras políticas, y que se vieron apartados por los dirigentes locales de la UCD. Ignorados por la UCD local y faltos de apoyo por parte de la dirección estatal, se radicalizaron apelando al minoritario sentimiento anticatalán, dado que la UCD aún compartía postulados muy similares a los de los partidos de izquierda. A la vez, aun cuando el nacionalismo valenciano era débil políticamente, durante los primeros años de la década de 1970 consiguió que los partidos de izquierda adoptaran posiciones autonomistas, reconociendo la identidad del valenciano respecto al catalán, y usando símbolos como la señera cuatribarrada.
El conflicto estalló tras las elecciones generales españolas de 1977, las primeras democráticas tras la muerte de Franco, en las que la UCD, aún una coalición, obtuvo el 33 % de los votos y 11 escaños, el PSOE el 36,3 % y 13 escaños, el PCE un 9,1 % y 3 escaños, y un escaño cada uno el Partido Socialista Popular (en coalición con el PSPV), Alianza Popular y el independiente, pero posteriormente integrado en la UCD, José Miguel Ortí Bordás.

## Evolución de los hechos
José María Adán García, un grupo de procuradores valencianos a Cortes y Consejeros Nacionales del Movimiento presentaron un escrito el 12 de agosto de 1976 en el que solicitaban la autonomía económica, administrativa y cultural de la región valenciana y que recogía las moderadas aspiraciones de Lo Rat Penat, el Ateneo Mercantil de Valencia, la Federación de Sociedades Musicales, la Cámara Oficial de Comercio de València, el Instituto Valenciano de Economía, el Centro de Estudios Políticos y Sociales del Movimiento, las diputaciones provinciales de Valencia, Alicante y Castellón (que elaboraron una declaración conjunta reclamando la creación de una "Mancomunidad Regional de Servicios") y asociaciones políticas como la Asociación Nacional para el Estudio de Problemas Actuales (ANEPA), el Frente Nacional Español, Unión Nacional y Unión del Pueblo Español (UDPE), una mezcla de tradicionalistas, conservadores y reformistas.
La petición de los procuradores, entre los cuales se encontraban el alcalde de Valencia, Miguel Ramón Izquierdo, Pedro Zaragoza, o José Antonio Perelló Morales, se había presentado cuatro meses antes de la constitución de la Mesa de Fuerzas Políticas y Sindicales del País Valenciano, que reunía a los partidos de izquierda y nacionalistas enfrentados al régimen, y que propusieron poner en marcha un proceso autonómico similar al que se seguía en Cataluña y el País Vasco.
El 12 de julio de 1976 se celebró en Valencia la primera manifestación en la que no intervino la policía convocada por la Taula de Forçes Polítiques i Sindicals del País Valencià, con el lema «Per la llibertat, per l'amnistía, per l'Estatut d'Autonomía, pel Sindicat Obrer».
En 1977 se constituyó la UCD valenciana, a partir del Partido Popular Regional Valenciano de Emilio Attard, formado por políticos vinculados al Movimiento Nacional, y arrinconando los reformistas como Esteban Rodrigo de Fénech, Pedro Zaragoza o José María Adán García. Algunos de estos sectores, excluidos de UCD, como el alcalde de Valencia, Miguel Ramón Izquierdo, o el presidente de la Diputación, Ignacio Carrau, fundarían la Unión Regional Valenciana (URV) en 1978.
En las elecciones de 1977, sin embargo, la UCD fue derrotada en Valencia. Poco después se constituyó la Asamblea de Parlamentarios del País Valenciano, agrupando a los diputados y senadores elegidos en las tres provincias. Contaba con 41 miembros, de los cuales 26 eran de izquierdas (21 del PSOE, 3 del PCE y 2 del PSP). Attard encargó a Fernando Abril Martorell, hombre de confianza de Adolfo Suárez, y a Manuel Broseta, una nueva estrategia para ganar las elecciones municipales y generales de 1979 y condicionar el proceso de elaboración del Estatuto de Autonomía. Attard eliminó del partido a los miembros liberales como Francisco de Paula Burguera, José Antonio Noguera de Roig y Joaquín Muñoz Peirats y asumió los postulados anticatalanistas. Para expandirse popularmente se valieron del diario Las Provincias, dirigido por María Consuelo Reyna, del movimiento fallero y del Valencia C. F., así como de filósofos e intelectuales como Juan Ferrando Badía y Gustavo Villapalos y el apoyo logístico del gobernador civil José María Fernández del Río.[cita requerida]
El 9 de octubre de 1977 tiene lugar la primera celebración del Día Nacional del País Valenciano con una multitudinaria manifestación en Valencia. El 23 de febrero de 1978 aparece el periódico Som, órgano del Grupo de Acción Valencianista, grupo violento vinculado al blaverismo.
El 17 de marzo de 1978, el gobierno aprueba el régimen preautonómico valenciano, instituyendo el Consejo del País Valenciano.
El 10 de abril de 1978 se constituye el Consell del País Valencià. Los consejeros eligen, por unanimidad, a José Luis Albiñana (PSPV-PSOE) como presidente. El 3 de junio, se aprueba el reglamento de régimen interior del Consejo del País Valenciano. El 8 de octubre los partidos políticos valencianos firman el Compromiso Autonómico, reclamando la autonomía.
En abril de 1979, tal como preveía el decreto de creación del Consejo del País Valenciano, se modifica el número de consejeros. Los doce representantes elegidos entre los parlamentarios (diputados y senadores, entre los que la izquierda tenía mayoría) se reducen a nueve, en tanto que los representantes de las diputaciones provinciales pasan de tres a nueve, tres por cada provincia. Debido a los resultados de las últimas elecciones municipales, que dieron la mayoría en las diputaciones provinciales a la UCD, esta alcanza también la mayoría en el Consejo (diez de los dieciocho miembros). El Consejo decide adoptar como bandera la señera cuatribarrada. A la sesión del Consejo no asistió la UCD, que rechazó la decisión y la calificó de ilegal al no haber alcanzado el quorum necesario, fijado por el reglamento de régimen interior en ocho consejeros (solo asistieron siete).
El 6 de octubre de 1979 tiene lugar en Valencia una multitudinaria manifestación en Valencia contra la bandera cuatribarrada aprobada por el Consell.
El 23 de noviembre de 1979, ante el bloqueo que sufre el Consejo del País Valenciano (fruto de la mayoría de la UCD en el pleno del Consejo tras las últimas elecciones) los consejeros socialistas se retiran, dimitiendo José Luis Albiñana y asumiendo Enrique Monsonís (UCD) como presidente provisional.
El 14 de septiembre de 1981 se produce la remodelación del Consejo del País Valenciano. Vuelven los consejeros del PSPV-PSOE y Monsonís es formalmente elegido presidente.
En la llamada posteriormente "batalla de Valencia" jugó un papel esencial la violencia ejercida por los diversos grupos anticalanistas valencianos (Blaverismo) y la ultraderecha ligada al franquismo, como Fuerza Nueva, contra los políticos, los intelectuales, las entidades y las instituciones que defendían un proyecto democrático y nacionalista para el País Valenciano —nombre con el que identificaban ese proyecto—. Los principales actos de violencia perpetrados por esos grupos fueron los siguientes:

### 1976
- Abril: El sacerdote mallorquín Pere Riutort, presidente de la Comisión Interdiocesana de Liturgia de la Provincia Eclesiástica Valentina (organismo responsable de la edición en lengua vernácula de los textos religiosos) y que se oponía a los partidarios del secesionismo lingüístico (había dirigido la edición del Llibre del Poble de Déu en 1975, recopilación de textos litúrgicos adaptada a las variantes valencianas, acusado de "catalanizado"), es agredido físicamente por instigación de Ramón Pascual Lainosa, presidente de la Junta Central Fallera.
- Julio: Estalla una bomba en el estadio del Levante U. D. la noche antes del Encuentro de los Pueblos (Trobada dels Pobles).
- 5 de agosto: Estalla una bomba en la librería La Araña.
- 16 de octubre: El joven militante del Moviment Comunista del País Valencià, Miquel Grau, muere en Alicante mientras pegaba carteles a causa del impacto de un ladrillo lanzado por un militante de Fuerza Nueva.
- 12 de noviembre: El decano de la Facultad de Filosofía y Letras, una profesora y un bedel son agredidos en la Universidad de Valencia.

### 1977
- 9 de octubre: Insultos a los parlamentarios en la procesión de la señera municipal, y ataque a la Casa de Cataluña.

### 1978
- Enero: Una mesa redonda organizada por la revista progresista católica Saó sobre el tema Iglesia y Autonomía que se celebraba en el Ateneo Mercantil de Valencia tiene que ser suspendida cuando unas cincuenta personas identificadas como blaveros irrumpen violentamente en el acto.
- 13 de marzo: Irrupción de activistas anticatalanistas en el Palacio de Benicarló, donde se reúne la Asamblea de Parlamentarios, que preparaban la formación del Consell del País Valencià.
- 10 de abril: Grupos de ultraderecha y anticalanistas causan diversos incidentes y agresiones durante el acto de constitución del Consell del País Valencià.
- Finales de abril: La Fira del Llibre de Valencia es atacada por miembros de Fuerza Nueva y del GAV.
- Mayo: Ignacio Carrau, presidente franquista de la Diputación de Valencia, encabeza una manifestación en "desagravio" a Jaime I, convocada por URV, GAV, AP y Fuerza Nueva. Acaba con ataques a la sede regional de TVE en la Comunidad Valenciana y a la casa de Manuel Sanchís Guarner —en el patio de su domicilio escriben en el suelo: «S. Guarner Judes i traïdor» ('S. Guarner Judas y traidor')— por la emisión de un programa sobre la identidad valenciana. Sanchis Guarner sufre un intento de agresión en la Universidad, de la que es profesor.
- Julio: Durante la celebración de la Escola d'Estiu en el barrio de Campanar de Valencia un grupo de Fuerza Nueva y del GAV agrede a los profesores allí reunidos y cinco personas resultan heridas.
- Agosto:Un falso paquete bomba aparece en la sede la revista progresista Valencia Semanal. En la fachada del edificio una pintada firmada por BPC (Ballester del Centenar de la Ploma) dice: «Cuidado, puerta 6, ¡catalanistes!».
- Septiembre: Manifestaciones violentas de forofos ultras en partidos de fútbol del Valencia C. F.
- Octubre: El presidente del Consell Josep Lluís Albiñana tiene que interrumpir el discurso institucional con motivo del 9 de octubre a causa de los insultos y el boicot de grupos anticatalanistas y ultraderechistas. Una bomba estalla en los lavabos de la Plaza de Toros durante la celebración de Aplec del País Valencià. La librería nacionalista Tres i Quatre es atacada con cócteles Molotov. Un millar de personas se dirigen del Ayuntamiento al Palacio de la Generalitat e intentan asaltarlo exigiendo a los políticos que se refugiaron allí que se retirara la bandera "catalanista" —la bandera cuatribarrada con el escudo del Consell en el centro— que ondeaba en el edificio (26 de octubre). También profieren insultos contra Abliñana. El profesor Jaume Pérez Muntaner es amenazado con repetidas llamadas telefónicas y con pintadas en su domicilio —una decía: «J. P. Montaner, traïdor, venut a l'or català» ('J.P. Montaner, traidor, vendido al oro catalán')— por haber afirmado en un programa de televisión del centro regional de TVE "Aitana" que Ausias March fue "un poeta valenciano que escribía en catalán".
- 17 de octubre: Un paquete bomba estalla en la casa de Joan Fuster en Sueca, causando diversos destrozos. En un artículo Joan Fuster escribió:[14]

No ignoro que entre mis compatriotas soy un personaje conflictivo. ¿Tanto? Quiero decir: ¿para merecer ese trato? Al fin y al cabo, lo único que he hecho en esta vida ha sido leer y escribir, que son operaciones notoriamente apacibles y que tienen la ventaja de ser enfrentadas al mismo nivel: el de la persuasión.

- Noviembre: Estalla una bomba en un cine de Alcoy donde se proyectaba la película satírica La portentosa vida del pare Vicent del director valenciano Carles Mira y con el actor catalán Albert Boadella como protagonista encarnando a San Vicente Ferrer.
- 5 de diciembre (un día antes del referéndum de la Constitución de 1978): Un joven entrega  un paquete bomba camuflado como regalo de Navidad en el domicilio de Manuel Sanchís Guarner compuesto por medio kilo de pólvora prensada y metralla. Afortunadamente Sanchis Guarner vio unos cables cuando empezó a abrirlo y llamó a la policía.
- Diciembre: Decenas de ultras boicotean un ciclo de conferencias en la Universidad de Valencia sobre Vicente Blasco Ibáñez y acorralan a los ponentes los profesores Sanchis Guarner, Alfons Cucó y Jaume Pérez Montaner.

### 1979
- Abril: Bombas contra los domicilios de José Luis Albiñana y Fernando Martínez Castellano, alcalde electo de Valencia, también del PSPV-PSOE. Insultos a Albiñana en el aeropuerto, asaltos a las Consejerías de Cultura y Trabajo, señeras retiradas por incontrolados. Quema de libros «catalanistas» en la Plaza de Manises frente a la Diputación Provincial.
- 3 de septiembre: José Luis Albiñana y Manuel Girona, presidente de la Diputación Provincial de Valencia, agredidos en Cuart de Poblet cuando asistían al pleno para pedir autonomía según el artículo 151 de la Constitución española de 1978 (vía rápida).
- 28 de septiembre: Alfons Cucó, senador por el PSPV-PSOE, interpela al gobierno sobre el clima de violencia en Valencia, reclamando la destitución del gobernador civil de Valencia.[15]
- 9 de octubre: El alcalde de Valencia, Ricard Pérez Casado, el presidente de la Diputación Provincial, Manuel Girona, socialistas; autoridades académicas y miembros de la corporación municipal son agredidos por grupos anticatalanistas durante la procesión cívica entre el ayuntamiento y la estatua del rey Jaime I para acompañar a la bandera de la ciudad.[16] «A mí me sacaron una navaja y una pistola —recuerda Pérez Casado—. De eso hay fotografías, y algunos de los que participaron en los altercados son hoy militantes del PP y tienen cargos públicos —añade—. Aquello fue bestial, una auténtica violencia civil contra instituciones absolutamente democráticas». «Pero lo que no perdonaré jamás —asegura el exalcalde de Valencia— es que le dijeran a mi hijo, con sólo cuatro años de edad: “a tu padre lo vamos a matar”».[14]
- Mediados de octubre. Ataques a las sedes del PCPV y del Sindicato Libre de la Marina Mercante.

### 1980
- Enero: La señera de la Diputación es quemada dos veces.
- Junio: Juicio contra Pascual Martín Villalba, quien acusó a Sanchis Guarner de ponerse él mismo la bomba.
- 10 de julio: amenazan a Manuel Girona a la puerta de la Diputación de Valencia.
- Otoño: Agresión a Josep Guía y su familia.
- Noviembre: Es ametrallado el bar El Sifón, en la calle del Mar de Valencia

### 1981
- Mayo: Explosión de un artefacto ante la sede del PCPV en Alicante.
- 11 de septiembre: Nueva bomba en la casa de Joan Fuster, mucho más potente que la de 1978.
- Diciembre: Por el recorrido del entierro de Sanchis Guarner unos desconocidos habían hecho una pintada que decía: «Sanchis Guarner, per fi has caigut» ('Sanchis Guarner por fin has caído').

## Consecuencia del conflicto
Pese a las coacciones y violencia mediática, en las elecciones generales españolas de 1979 la UCD obtuvo solo dos diputados (uno si se considera a Ortí Bordás, integrado en UCD) y tres senadores más, empatando con el PSPV-PSOE a 19 parlamentarios. Sin embargo, los tres diputados del PCPV hacían que la izquierda siguiera siendo mayoritaria en la Asamblea de Parlamentarios. Sin embargo, parte de los miembros del Consejo del País Valenciano debían ser elegidos por las diputaciones provinciales, constituidas tras las elecciones municipales del mismo año. Considerando estos nuevos miembros, la UCD tenía mayoría en el Consejo y planteó una moción de censura contra Albiñana en diciembre de 1979, ante lo cual tuvo que dimitir. 
La agitación y la violencia en la calle determinaron en buena medida las negociaciones que mantenían las fuerzas políticas valencianas para redactar el Estatuto de Autonomía, finalmente aprobado en 1982 merced un pacto entre Alfonso Guerra, Fernando Abril Martorell y Emilio Attard por la vía dispuesta en el artículo 143 de la Constitución, en lugar de la del artículo 151. Se cambió la señera cuatribarrada de la Corona de Aragón (oficial entre 1978 y 1980, con el escudo del Consejo en medio) por la señera de la ciudad de Valencia (con franja azul), se adoptó el nombre de Comunidad Valenciana en vez de País Valenciano y le dio categoría de lengua al valenciano (sin denominarlo catalán).
El derrumbe definitivo de la UCD como partido en 1981, la victoria del PSOE en las generales de 1982, la aprobación del estatuto de autonomía y las primeras elecciones a las Cortes Valencianas de 1983, en las que Unión Valenciana (sucesora de URV) obtuvo representación parlamentaria, provocaron que el blaverismo entrara en la vía institucional y abandonara los actos de violencia directa. Por otra parte, el partido vencedor en las elecciones autonómicas, el PSPV-PSOE, mantuvo toda la simbología pactada, aunque defendió las Normas de Castellón como oficiales para introducir la lengua en las escuelas.